# Lubumbashi (stadsdel)
Lubumbashi är en stadsdel (franska: commune) i staden med samma namn i Kongo-Kinshasa.